# Traute Bunje

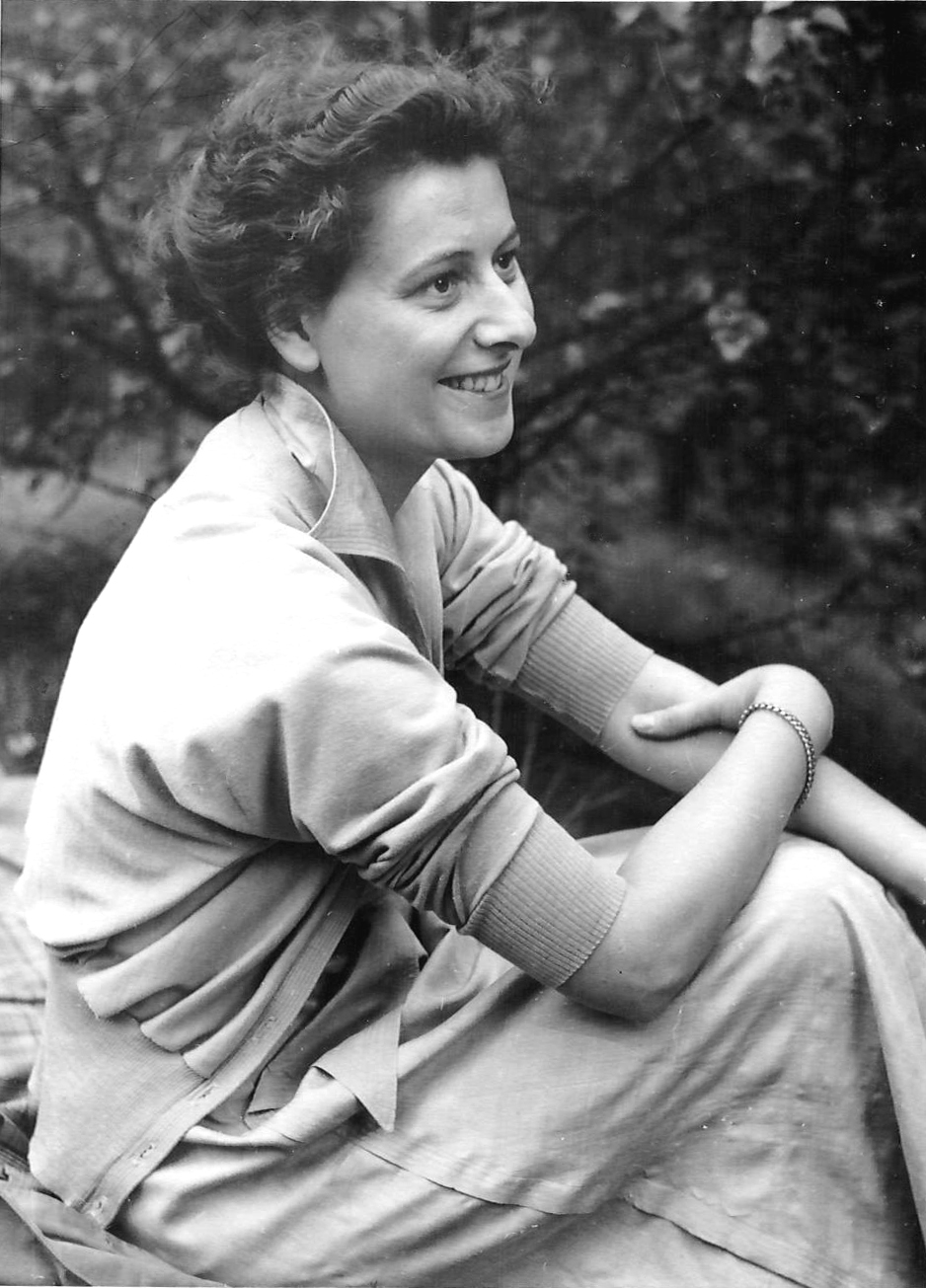
Traute Bunje 1952

Traute Bunje, geborene Gutmann (* 3. Dezember 1921 in Erfurt; † 26. Mai 1988 in Hamburg) war eine deutsche Architektin.

## Leben
Nach dem Abitur in Hamburg-Wandsbek studierte Traute Bunje Architektur an der Technischen Hochschule Hannover und erwarb dort 1951 ihr Diplom.

## Werk als Architektin
Von 1951 bis 1957 war Traute Bunje im Architekturbüro Georg Wellhausen in Hamburg als Architektin tätig. Sie führte damals den Namen ihres verstorbenen Mannes und hieß Traute Junge.
Gemeinsam mit ihrem späteren Ehemann Helmut Bunje arbeitete sie an dem „Ideenwettbewerb für den Wiederaufbau der Insel Helgoland“. Die Arbeit erhielt 1952 den 1. Preis verbunden mit der Beauftragung der städtebaulichen Planung und des gesamten Wiederaufbaus der kriegszerstörten Insel Helgoland. Traute Bunje arbeitete an der Planung und Ausführung von 23 Versuchshäusern, den Hummerbuden, 8 Hotels, 12 Geschäftshäusern und 31 Wohnhäusern auf Helgoland. An den Projekten arbeitete sie mit den Architekten Helmut Bunje und Volker Jürgensen zusammen.
1953 heirateten Helmut und Traute Bunje. Aus der Ehe stammen zwei Söhne und eine Tochter.
1957 gründeten sie ihr Architekturbüro Helmut und Traute Bunje in Hamburg.
Das Büro Bunje konnte auf Helgoland in dem Zeitraum von 1957 bis 1985 zahlreiche Bauten errichten: 5 Hotels, 9 Geschäftshäuser, 59 Wohnhäuser, Volksbank, Personenaufzug, Feuerwehr, Meerwasser-Entsalzungsanlage, Gepäckabfertigung und Seenotrettungsstation. Dazu kommen die städtebaulichen Planungen für Helgoland wie: Flächennutzungsplan, Bebauungspläne, Planung der Düne und des Nordostlands. Viele dieser Werke in den Jahren 1960 bis 1968 entstanden in Zusammenarbeit mit Volker Jürgensen.
Zu den Arbeiten des Büros Bunje zählen auch zahlreiche Wettbewerbsgewinne und Bauten in Hamburg und Schleswig-Holstein, unter anderem die Verheißungskirche in Hamburg-Niendorf in Zusammenarbeit mit Volker Jürgensen sowie deren Gemeindehaus und Kindergarten, Kindertagesheim und Kindervollheim in Hamburg-Barmbek, Gemeindezentren in Hamburg-Lurup, Pinneberg-Waldenau, Rellingen-Krupunder und Pinneberg, sowie die Hauptverwaltung des Kirchenkreises Pinneberg. Ferner plante und errichtete das Büro Bunje 2 Industriegebäude, 6 Mehrfamilienhäuser, 17 Einfamilienhäuser in der Parkstadt Hamburg-Hummelsbüttel, und 18 Einfamilienhäuser.
Die gemeinsame Führung des Architekturbüros ging bis zu Traute Bunjes Tod 1988. Danach führte Helmut Bunje das Büro bis 1996 alleine weiter.
Rund ein Viertel der Inselbebauung Helgolands stammt aus der Feder der Architekten Helmut und Traute Bunje. In dem Gesamtwerk von Traute Bunje ist die Liebe zur Baukunst Skandinaviens der Nachkriegszeit deutlich erkennbar. Das Werk der Architekten Arne Jacobsen, Alvar Aalto, Vilhelm Wohlert und Jørgen Bo haben die architektonische Haltung von Traute Bunje stark beeinflusst.

## Denkmalschutz
Folgende Bauten von Helmut und Traute Bunje sind in der Denkmalliste Hamburg eingetragen:
- Einfamilienhaus Hilgendorfweg 15 (1961)[5]
- Einfamilienhäuser Josthöhe 44, 46, 48, 50, 52, 54, 56, 58, 60, 62, 64, 66, 68, 70 72, 74, 76, 78, (1964)[5]
- Verheißungskirche mit Glockenturm, Sachsenweg 2 (1965/66, mit Volker Jürgensen)[5] und Gemeindehaus (1973/74)[5]
- Diverse Wohn- und Geschäftshäuser auf Helgoland von Helmut und Traute Bunje sind in der Denkmalliste Schleswig-Holstein erfasst

## Archiv
Der Nachlass des Architekturbüros Helmut und Traute Bunje befindet sich im Schleswig-Holsteinischen Archiv für Architektur und Ingenieurbaukunst (AAI) in Neumünster.